# شورای شهر (سوئد)

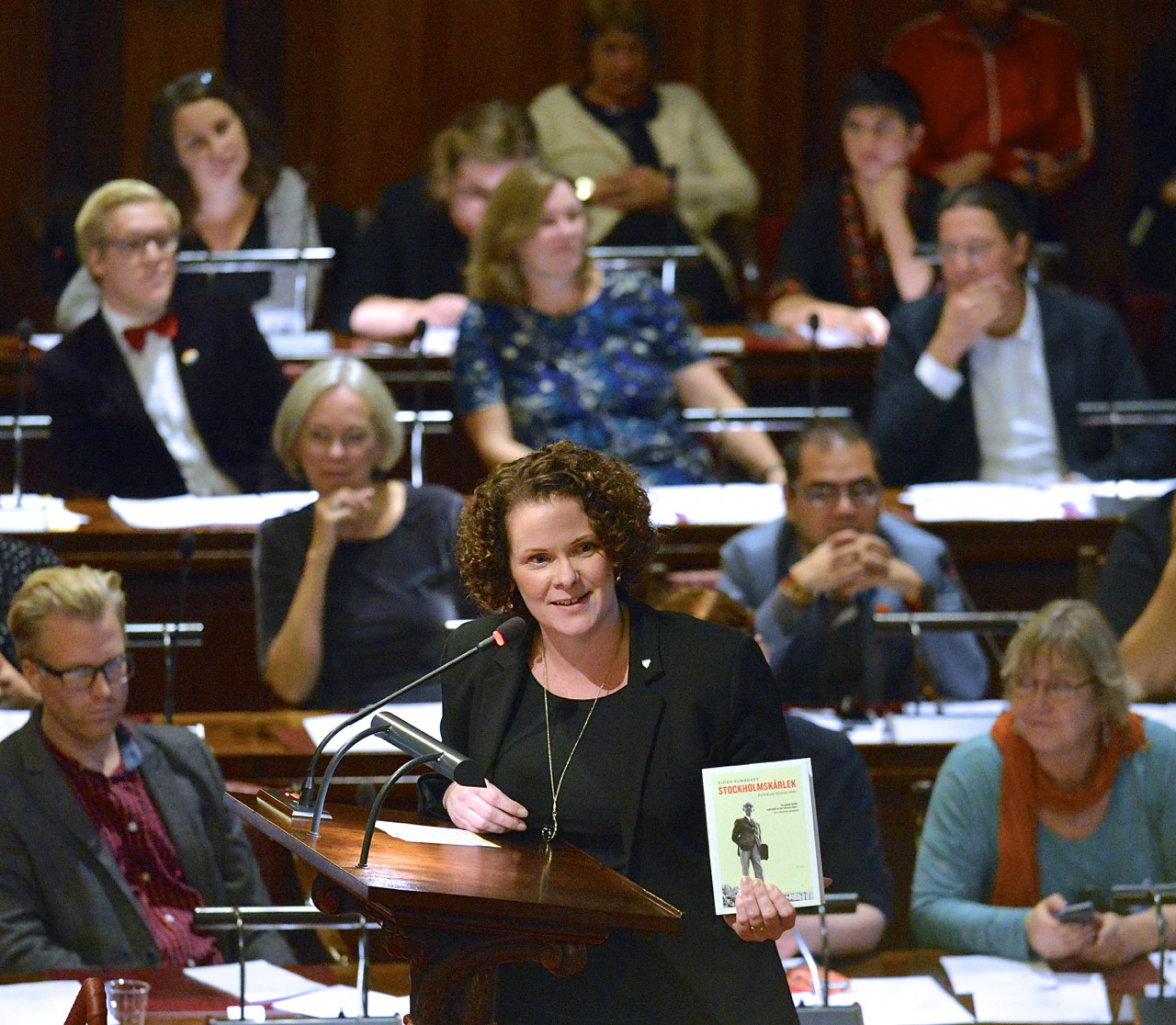
جلسه شوراهای شهر در سوئد

شوراهای شهر در سوئد بالاترین نهاد تصمیم‌گیری در سطح شهر هستند. شوراها از سیاستمدارانی با اعتبارنامه چهارساله تشکیل می‌شوند که توسط ساکنان شهر انتخاب شده‌اند. انتخابات شوراهای شهر همزمان با انتخابات پارلمان برگزار می‌شود. قانون استقلال شهرها که در قانون اساسی آمده‌است، به شهرداری‌ها امکان می‌دهد که تصمیمات مستقل بگیرند و مالیات وضع کنند.
اعضای منتخب شوراهای شهر مسئولیت انتصاب اعضای هیئت‌های اجرایی شهری را بر عهده دارند. هیئت‌های اجرایی مسئولیت هماهنگی کار شهرداری‌ها و مدیریت امور مالی شهرداری‌ها را بر عهده دارند.
شورای شهر می‌تواند کمیته‌های شهری مختلفی تشکیل دهد. بیشتر شهرداری‌ها دارای کمیته رفاه اجتماعی، کمیته محیط زیست و کمیته امور فرهنگی هستند. از آنجا که شهرداری‌ها به شکل مستقل درباره نوع کمیته‌ها تصمیم می‌گیرند، از منطقه‌ای به منطقه دیگر، شکل و عنوان کمیته‌ها متفاوت است. کمیته‌ها دارای وظایف زیر هستند:
۱. مدیریت فعالیت‌های روزمره شهرداری
۲. تعیین مسائلی که شورا باید در موردشان تصمیم‌گیری کند
۳. اجرای تصمیمات شورا